# Руис Диас, Родриго
Родриго Руис Диас Молинас (исп. Rodrigo Ruiz Díaz Molinas; род. 15 января 1999, Сан-Хуан-Непомусено, Боливар или San Juan Nepomuceno, Каасапа) — парагвайский футболист, нападающий парагвайского клуба «2 мая».

## Клубная карьера
Диас — воспитанник клубов «Соль де Америка». 5 февраля 2017 года в матче против столичного «Индепендьенте» он дебютировал в парагвайской Примере. В этом же поединке Родриго забил свой первый гол за «Соль де Америка». В начале 2022 года Диас перешёл в «Ресистенсию». 5 февраля в матче против «Такуари» он дебютировал за новую команду. 26 февраля в поединке «Гвайреньи» Родриго забил свой первый гол за «Ресистенсию».
Летом 2022 года Диас подписал контракт с боливийским клубом «Гуабира». 7 июля в матче против «Ауроры» он дебютировал в боливийской Примеры. 12 июля в поединке против «Университарио» Родриго забил свой первый гол за «Гуабиру». В 2023 году игрок вернулся в Ресистенсию.
В начале 2023 года Диас перешёл в эквадорский «Текнико Университарио». 3 марта в матче против «Кумбайи» он дебютировал в эквадорской Примеры. 18 апреля в поединке против «Депортиво Куэнка» Родриго забил свой первый гол за «Текнико Университарио». Летом 2024 года Диас вернулся на родину, подписав контракт с «2 мая». 22 июля в матче против «Соль де Америка» он дебютировал за новый клуб. В это же поединке Родриго забил свой первый гол за «2 мая».
Зимой 2025 года перешёл в грозненский «Ахмат», но уже 14 июня покинул клуб. Игрок вернулся в парагвайскую команду «2 мая».

## Международная карьера
В 2019 году в составе молодёжной сборной Парагвая Диас принял участие в молодёжном чемпионате Южной Америки в Чили. На турнире он сыграл в матчах против команд Аргентины, Перу и Уругвая.